# Saint-Yrieix-les-Bois
Saint-Yrieix-les-Bois település Franciaországban, Creuse megyében. Lakosainak száma 281 fő (2022. január 1.). Saint-Yrieix-les-Bois Ahun, Lépinas, Mazeirat, Peyrabout, La Saunière, Sous-Parsat és Saint-Hilaire-la-Plaine községekkel határos.

## Népesség
A település népessége az elmúlt években az alábbi módon változott:
| Lakosok száma | 385  | 307  | 326  | 332  | 290  | 288  | 286  | 289  | 291  | 281  |
|               | 1968 | 1982 | 1990 | 2006 | 2013 | 2015 | 2017 | 2019 | 2020 | 2022 |